# HT Museum
HT Museum, i daglig tale HT-museet, var et museum for sporvogne og busser, der lå i Rødovre i København. Museet blev indviet 29. september 1984 i forbindelse med Hovedstadsområdets Trafikselskabs (HT) 10 års jubilæum. Det blev nedlagt som følge af besparelser i 2003, hvorefter hele samlingen overgik til Sporvejsmuseet Skjoldenæsholm.
Museet var et statisk museum, hvor der var udstillet en række sporvogne og busser, hovedsageligt fra Københavns Sporveje (KS) og dets forgængere. Sporvognene talte blandt andet en hestesporvogn, en toetages sporvogn fra Frederiksberg, en åben bivogn og flere sporvogne fra begyndelsen af 1900-tallet. Blandt busserne var der en hesteomnibus, en unik De Dion-Bouton-bus, en trolleybus og et udsnit af busser fra 1930'erne til 1980'erne. Ved museets ophør omfattede samlingen 35 sporvogne og busser, hvoraf knap halvdelen var udstillede.
På museet var der desuden plancher med billeder, eksempler på billetter, skilte, stoppesteder og andet, der havde med kollektiv trafik at gøre. Derudover var der et kombineret billetsalg og kiosk, et automatcafeteria og en mindre biograf til videofilm.

## Historie

### Samlingen opbygges
(Obs! En del af de omtalte vogne har skiftet ejer og nummer ved forskellige lejligheder. For entydighedens skyld benyttes dog udelukkende de betegnelser, som de havde ved museets lukning.)
De første mindre effekter i samlingen blev udtaget til museumsformål i begyndelsen af 1900-tallet. De første vogne kom til i 1921, da der blev holdt auktion over de sidste hestesporvogne og hesteomnibusser fra København. I den forbindelse valgte Københavns Sporveje (KS) at udtage en af hver med henblik på et teknisk museum. Som eksempel på hestesporvognene bevaredes KSS 51, der var bygget som sporomnibus til Kjøbenhavns Sporvei-Selskab (KSS) i 1876 men ombygget til sporvogn i 1883-1884. Den endte med at køre på Nørregadelinien, til den blev nedlagt som den sidste linje med hestesporvogne i 1915. Linjen blev poplært kaldt for, "Hønen", et navn museumsvognen arvede. Som eksempel på hesteomnibusserne bevaredes KO 17, der var blevet leveret til Kjøbenhavns Omnibuskompagni (KO) i 1896. Den kørte det meste af sin tid på Købmagergadelinien, indtil den blev indstillet som den sidste linje med hesteomnibusser i 1917.
Ved Københavns Sporvejes 25 ås jubilæum 1. august 1936 afholdt selskabet sin første kavalkade. I den forbindelse blev flere vogne udtaget til bevaring. De første elektriske sporvogne blev repræsenteret af DKS 17, der var bygget som akkumulatorvogn i 1897 men ombygget til drift med køreledninger i 1902. Den blev restaureret til kavalkaden, men den blev fejlagtigt forsynet med åbne runde endeperroner i stedet for de kantede, vognen havde haft. Som bivogn valgtes den tidligere hestesporvogn DKS 283, der var bygget omkring 1883 men ombygget til bivogn for elektriske sporvogne i 1902. Desuden udtog man den toetages sporvogn FS 50, der var blevet leveret til Frederiksberg Sporveje (FS) i 1915. Den var blevet udrangeret i 1933, da kørslen med toetages vogne ophørte. I 1937 udtog man en passende bivogn, den enetages FS 78 fra 1913. De første motorbusser blev repræsenteret fra 1936 af den franske De Dion Bouton-bus FS 1, der var blevet leveret til Frederiksberg Sporveje i 1913, da de begyndte at køre med motorbusser på Strøget.
I 1939 udtog man den åbne bivogn KS 389 fra 1909, der havde bænke på tværs og adgang direkte fra gaden. Den havde blandt andet været benyttet til udflugtstrafikken på Strandvejen. Under anden verdenskrig kom bivognen FS 78 kortvarigt i drift igen i februar-maj 1944, angiveligt på grund af vognmangel. Motorvognen FS 50 fik til gengæld nye motorer og hovedeftersyn i 1950'erne, hvorefter den i nogle år blev benyttet på Børnehjælpsdagen. I de samme år begyndte samlingen desuden at vokse igen. I 1951 udtoges således motorvognen KS 100, der var bygget som toetages i 1901 men ombygget til enetages i 1924. I 1954 udtoges Reobussen KS 314 fra 1934, en forholdsvis lille bus med snude til motoren. I 1955 udtoges Triangel-bussen KS 41 fra 1933 med en karakteristisk halfcab-front.
Museumsvognene skiftede opholdssted flere gange. I 1946 blev de flyttet til den nye Valby Remise, men i 1947-1948 kom de til den gamle Valby Remise, der blev benyttet som depotremise. Herfra flyttedes de så til Svanemøllen Remise i 1952. I 1961 blev Blegdamsvej Remise nedlagt som driftsremise, hvorefter vognene blev flyttet dertil i 1962. I 1966 flyttedes de tilbage til Svanemøllen Remise og i 1969 til den nye Valby Remise. Her var der planer om et museum, men det blev ikke til noget. Til gengæld blev hestesporvognen KSS 51, den åbne bivogn KS 389 og De Dion Bouton-bussen FS 1 udlånt til og udstillet hos Danmarks Tekniske Museum, da det åbnede på Nordre Strandvej i Helsingør 10. marts 1969.

### Flere sporvogne og kavalkader
I 1961 havde Københavns Sporvejes 50 års jubilæum. Samme år var der desuden lokaltrafikkongres i byen, hvilket gav anledning til en kavalkade 13. maj 1961. I den forbindelse blev der taget hånd om flere af vognene. Frederiksberg-vogntoget FS 50 og 78 samt bussen FS 1 fik deres oprindelige røde og creme bemaling tilbage og hesteomnibussen KO 17 sin oprindelige grønne. Desuden fik flere sporvogne deres oprindelige numre tilbage. Samme år udtog man desuden de gamle langsædede bivogne KS 1186 fra 1903 og KS 1253 fra 1909. Busserne blev suppleret af KS 329, en Leyland Comet fra 1949. I 1963 udtoges en trolleybus i form af KS 101. Den var blevet leveret i 1938, da KS og NESA indførte fælles drift med trolleybusser ad Lyngbyvej, og udrangeret, da de blev erstattet af dieselbusser i 1963.
Op gennem 1960'erne og frem til 1972 skete der en række udvidelser af samlingen, efterhånden som ældre sporvognstyper udgik af driften, og Københavns Sporveje gik over til busdrift. I 1962-1963 udtoges således den gamle motorvogn KS 107 fra 1902 og i 1967 den tilsvarende KS 190 fra 1902. De er to ud af de 265 hovedtypemotorvogne, der blev bygget i 1900'erne men ombygget flere gange siden. I 1962 udtoges motorvognen KS 305 fra 1911, der var fra en serie på ti vogne designet af arkitekten Knud V. Engelhardt. I 1964 udtoges den gamle tværsædede motorvogn KS 430 fra 1918 og i 1965 den gamle motorvogn KS 359 fra 1915, der var en af de sidste med langsæder. Desuden udtoges den tværsædede bivogn KS 1310 fra 1912. Den var ligesom mange andre af de gamle vogne bygget af Scandia i Randers. I 1967 udtoges scrapvognen KS 472 fra 1947 og i 1968 den tilsvarende bivogn KS 1054 fra 1947. Scrapvognene var en type, der blev bygget af Københavns Sporveje selv af forhåndenværende materialer under og efter anden verdenskrig.
I de samme år afholdtes en række kavalkader ved forskellige lejligheder. De bestod typisk af forskellige museumsvogne og nogle nyere sporvogne og busser. I 1961 og fra 1967 var passagerne udklædte medlemmer af Sporvejsfunktionærernes Teaterforening og Musikforening. Fra 1961 var det desuden tradition, at Sporvejsorkestret kørte med i den åbne bivogn KS 389. Den første kavalkade efter den nævnte i 1961 fandt sted 26. oktober 1963 i anledning af 100-året for indførelsen af sporvogne i København. Næste kavalkade fandt sted 1. maj 1966, da de gamle vogne udgik af driften. Her medvirkede kun enkelte museumsvogne men til gengæld sammen med 30 af de gamle vogntog og 50 nye busser. En mere traditionel parade fandt sted 17. juni 1967 ved Københavns 800 års jubilæum. I den anledning var både museums- og driftsvogne udsmykket med blomsterranker foran. Omstillingen af linje 2 til busdrift og dermed ophøret af sporvognsdrift på Frederiksberg blev markeret ved en kavalkade 19. oktober 1969. Linje 16's omstilling til busdrift blev tilsvarende markeret ved en kavalkade 26. april 1970.
Ved en enkelt lejlighed kom tre af museumsvognene også i egentlig drift. Ved Christianshavns 350 års jubilæum i 1968 genopstod den populære linje 8 som sporvognslinje 17. og 18. august. Den blev trafikeret af de tre gamle motorvogne KS 190, 305 og 430 på en tillempet strækning fra Studiestræde via Christianshavns Torv til Holmbladsgade.
Den sidste kavalkade fandt sted 23. april 1972, da linje 5 som den sidste sporvognslinje i København blev omstillet til busdrift. Ved samme anledning blev bogiemotorvognen KS 575 fra 1938 og KS 1578 i 1941 udtaget som museumsvogne. Bogievognene var tegnet af arkitekten Ib Lunding og præget af funktionalisme, men de blev dog senere ombygget med ændrede dørplacering og fast plads til konduktørerne. Busserne blev suppleret af den kombinerede en- og tomandsbetjente Leyland Royal Tiger KS 772 fra 1963. I 1974 overtoges desuden den tilsvarende enmandsbetjente KS 870, som man tidligere havde solgt til Amagerbanen.

### HT-museet etableres
1. oktober 1974 indgik Københavns Sporveje sammen med elleve andre selskaber i Hovedstadsområdets Trafikselskab (HT), men det fik ikke umiddelbart betydning for museumsvognene. I 1976 udtoges dog serie 1-bussen KS 995 fra 1964 og i 1982 Serie 2-bussen KS 322 fra 1968. De var begge blevet leveret fra Leyland/DAB i forbindelse med, at sporvognene blev erstattet af busser.
I 1980 skete der så noget, der fik betydning for museumsvognene. HT havde brug for et ekstra garageanlæg, og til det formål overtoges et Fiat-værksted med tilhørende udstillingsbygning på Islevdalvej i Rødovre. Det blev efterfølgende ombygget og indviet som garageanlæg med plads til 80-100 busser 22. april 1981. Den 1.025 m² store udstillingsbygning blev i første omgang benyttet til henstilling af udrangerede busser. Der opstod imidlertid den tanke, at bygningen kunne bruges som museum for sporvogne og busser. Det blev godkendt i begyndelsen af 1984 af planlægnings- og økonomiudvalget under Hovedstadsrådet, som HT var underlagt på det tidspunkt. Man regnede med, at der ville blive plads til ca. 15 af de da 30 sporvogne og busser samt en del af den store samling af uniformer, skilte mv. Det var desuden planen at åbne museet i forbindelse med HT's 10 års jubilæum 1. oktober 1984.
På det tidspunkt eksisterede der i forvejen et andet sporvejsmuseum i form af Sporvejsmuseet Skjoldenæsholm på Midtsjælland. Da planerne kom frem, blev Sporvejsmuseets ejer Sporvejshistorisk Selskab (SHS) derfor spurgt af pressen, om man opfattede det nye museum som en konkurrent. Man fandt imidlertid, at de to museer var forskellige og supplerede hinanden fint. De to museer kom da også til at samarbejde, blandt andet så nogle af HT Museums sporvogne og busser kom på besøg på Sporvejsmuseet ved forskellige lejligheder.
HT Museum blev indviet af Hovedstadsrådets formand Bent Sørensen 29. september 1984. Der var blevet plads til 14 vogne fordelt på hestesporvognen KSS 51, hesteomnibussen KO 17, trolleybussen KS 101, otte ældre sporvogne og tre ældre busser. Dertil kom så udstillingsplancher med billeder, billetter, skilte, uniformer mv. Henrik Effersøe var en af de bærende kræfter ved etableringen. Michael Freddie var arkitekt på udstillingen og stod desuden for en femkantet portal ved indgangen. Museet havde til at begynde med åbent onsdag og lørdag med en entrépris på 12 kr. for voksne og 6 kr. for børn og pensionister.

### Årene på Islevdalvej
HT Museum var alle årene et statisk museum, men der blev dog af og til skiftet ud i og flyttet rundt på nogle af vognene. Desuden var nogle af busserne stadig køreklare og blev af og til benyttet til jubilæer, filmoptagelser og andre begivenheder. Åbningsdagene blev efter et par år ændret til onsdag og søndag. I slutningen af 1980'erne steg billetprisen til 15 kr. for voksne og 7 kr. for børn og pensionister. Både priser og åbningstider forblev så til gengæld også uændrede indtil museets lukning i 2003.
I 1990'erne beskrev museet sig selv således: "På HT-museet kan De se smukt restaurerede sporvogne og busser, f.eks. Danmarks eneste bevarede hestesporvogn anno 1880, hestebus, 2-etages sporvogn og Danmarks ældste bus. Også lidt nyere sporvogne, trolleybusser og busser, som de fleste har oplevet, udstilles på museet. (…) Museet er handicapvenligt indrettet. Der er kiosk med postkort, plakater og bøger samt automatcafeteria, hvor madpakken kan nydes."
I 2001 omtalte Ulrich Fröhberg museet i sin bog Sporvogne i København med blandt andet disse ord: "Bygningen købtes i 1981, arkitektonisk ormformet og tilpasset til de nye opgaver og er nu så lyst og venligt indrettet, at selv fotografering af de yderst vedligeholdte vogne ikke er noget problem."
Vognsamlingen voksede med yderligere en håndfuld vogne i museets levetid. I 1988 blev den røde og sorte FR 78, en serie 2-bus fra Forenede Rutebiler/Herlev-Ruterne fra 1972, således museumsvogn. I 1992 overtoges den tværsædede bivogn KS 1308 fra 1912 fra Ålholm Automobilmuseum, der havde haft den siden 1969. HT's egen tid blev repræsenteret af en af selskabets første ledbusser, HT 801 fra 1977, i 1995. Den nyeste vogn i samlingen blev Scania/DAB-bussen HT 1388 fra 1982, der blev museumsvogn i 1996. Endelig erhvervedes en tidligere sporomnibus fra Frederiksberg i 1997. Den blev bygget i 1872 og havde oprindeligt nedsænkelige styrehjul, så den kunne køre ad sporvognsskinnerne. Den blev udrangeret i 1913 og kom derefter til Ørby i Nordsjælland. Omkring 1972 blev den overtaget af vognmanden Børge Kaa og sat i stand.

### Overdragelsen til Sporvejsmuseet
1990'erne var for HT's vedkommende præget af, at al buskørsel for selskabet kom i udbud med mange ændringer i entreprenører og garageanlæg til følge. Blandt andet blev det garageanlæg, som HT Museum lå sammen, med nedlagt 30. maj 1999. Yderligere en ændring fandt sted 1. juli 2000, da HT og dermed HT Museum indgik som dele af det nyoprettede Hovedstadens Udviklingsråd (HUR)
I 2003 stod HUR overfor besparelser. Det kom blandt andet til at gå udover HT Museum, der havde årlige indtægter for ca. 60.000 kr. men udgifter for ca. 1,5-1,8 mio. kr., inklusive eksterne lejemål. Man ønskede imidlertid fortsat at bevare den unikke samling intakt og i gode hænder. Med henblik på det blev der taget kontakt til Sporvejsmuseet Skjoldenæsholm. De ville gerne overtage hele samlingen, der på det tidspunkt omfattede 35 vogne foruden reservedele, udstillingsgenstande, arkivalier osv. Men da det øgede Sporvejsmuseets daværende vognpark med ca. 50 %, var det nødvendigt med tilskud til opbevaringen. Efter forhandlinger endte man på et tilskud på 400.000 kr. om året i mindst 15 år, hvortil så kom del i HUR's markedsføring. Beløbet var mindre, end hvad Sporvejsmuseet havde ønsket, men alternativet var risikoen for, at samlingen blev splittet op ved en auktion.
Overdragelsen fandt officielt sted pr. 1. januar 2004, men fraflytningen af HT Museums eksterne depoter begyndte allerede i september 2003. De udstillede vogne på selve HT Museum blev flyttet efter dets sidste åbningsdag 16. november 2003. På den sidste åbningsdag konstaterede HT Museums administrative leder Stig Prehn, at museet havde taget sig godt af de klenodier, som samlingen udgjorde. Der blev råbt hurra for samlingen og udtrykt gode ønsker for den forenede samling på Sporvejsmuseet.
For Sporvejsmuseet betød overtagelsen, at dets samling blev suppleret med en række vogne fra især første halvdel af 1900-tallet, som man ikke havde tilsvarende selv. Andre sporvogne svarede mere til dem, man havde i forvejen, men ved senere restaureringer ville det blive muligt at vise dem i forskellige stadier. Dertil kom så de køreklare busser, der kunne benyttes til museumskørsel. Der var dog ikke plads til, at alle 35 vogne kunne flyttes til Sporvejsmuseet. I stedet valgte man, at det primært blev de vogne, der havde været udstillet på HT Museum, der blev flyttet til Sporvejsmuseet. Mange af dem var desuden køreklare og kunne derfor sættes i drift på Sporvejsmuseet efter en oparbejdning. Resten blev flyttet til et eksternt depot, hvor nogle af Sporvejsmuseet egne vogne også blev flyttet til for at give plads.
Integrationen af de to samlinger blev markeret ved en ceremoni på Sporvejsmuseet 15. maj 2004 med deltagelse af HUR's bestyrelsesformand Mads Lebech og administrerende direktør Claes Nilas. Efterfølgende kom en række af de overtagne sporvogne og busser så ud at køre i stort omfang. Fra 2011 har man desuden kunnet byde på kørsel med hestesporvognen KS 51 på udvalgte dage og fra 2012 tillige med hesteomnibussen KO 17. I 2017 indviedes endvidere udstillingshallen Bushallen, hvor der blandt andet blev plads til flere af HT Museums gamle vogne.
Udstillingsbygningen og garageanlægget på Islevdalvej tilhører nu renovationsselskabet Marius Pedersen, der har indrettet et modtageanlæg på området.

## Jubilæer og begivenheder
HT Museums sporvogne og busser var ude af huset ved en række forskellige jubilæer og begivenheder i årenes løb. Det var især Triangelbussen KS 41 fra 1933, der blev benyttet, men flere andre vogne kom også ud på den måde.
27. december 1983 blev linje 29's 50 års jubilæum fejret ved, at KS 41, KS 772 og den nye HT 1544 kørte i kortege ad linjen fra Kongens Nytorv til Vanløse. KS 41 havde i øvrigt også været med til indvielsen af linjen 27. december 1933. I 1984 fejrede S-banen 50 års jubilæum, og i den anledning var en af S-togvognene fra starten, MM 732, opstillet foran Frederiksberg Rådhus sammen med den jævnaldrende KS 41. Senere på året var det så linje 21, der fyldte 50 år. I den anledning kørte KS 314 fra 1934 en tur på linjen.
21. maj 1988 havde linje 24 50 års jubilæum. Den havde oprindeligt kørt som trolleybuslinje fra 1938 til 1963, så som markering af jubilæet blev trolleybussen KS 101 fra åbningen opstillet ved Nørreport Station. Et par måneder senere, 20. juli 1988, var det linje 22, der havde 50 års jubilæum, og her var KS 329 med. 22. oktober 1988 fejredes 125 året for den første sporvej i København. Det markeredes med en opstilling af hestesporvognen KSS 51, sporvognen KS 190 og en håndfuld museumsbusser på sporvejens udgangspunkt, Frederiksberg Runddel. 27. maj 1989 kørte KS 329 rundtur ved Ølstykke i forbindelse med forlængelsen af S-banen til Frederikssund. Bussen løb dog tør undervejs, så en servicevogn med dieselolie måtte tilkaldes, så passagerne også kunne få resten af rundturen. 15. februar 1990 fejrede linje 31 40 års jubilæum, hvilket blandt andet omfattede, at KS 329 kørte en tur uden stop ad linjen. 11.-13. oktober 1991 blev der afholdt en udstilling med to af museets gamle sporvognstog og to af busserne på Rådhuspladsen i forbindelse med efterårsferien. Her havde man også lånt en fabriksny sporvogn fra Amsterdam som et muligt bud på fremtiden. Sidstnævnte blev efterfølgende udstillet på Strandgade ved Gammel Dok 14. oktober.
I 1993 begyndte HT et forsøg med duobusser på en ny linje 50E mellem Københavns Hovedbanegård og Hans Knudsens Plads og med brug af køreledninger mellem Nørreport Station og Haraldsgade. Ved indvielsen 2. august 1993 var KS 41 og trolleybussen KS 101 opstillet ved Nørreport Station. HT Museum havde imidlertid også planer om at prøve at køre med trolleybusser på den nye strækning. Med henblik på det låntes NESA 5 fra 1927 fra East Anglia Transport Museum i England og NESA 34 fra 1953 fra Danmarks Tekniske Museum. Det lykkedes dog kun at få museets egen KS 101 ud at køre, men den viste sig til gengæld også at være væsentlig mere støjsvag end duobusserne. NESA 34 blev efterfølgende udstillet på HT Museum i nogle år, mens NESA 5 blev påbegyndt restaureret. Den blev dog først returneret i marts 2004.
26. februar-6. marts 1994 var en fabriksny sporvogn fra Frankfurt am Main opstillet foran Frederiksberg Rådhus i anledning af, at Siemens afholdt en konference for trafikjournalister. 5.-6. marts var der desuden åbent for offentligheden. Til sammenligning var den næsten hundrede år ældre DKS 17, der også var leveret af Siemens, opstillet ved siden af. Senere i 1994 fejrede Oslos sporveje 100 års jubilæum for deres første elektriske sporvogn med besøg af flere udenlandske sporvogne, heriblandt HT Museums bogievogntog KS 575+1578. 4. juni 1994 var der kavalkade og frem til 12. juni kørte flere af museumsvognene på forskellige strækninger. HT Museum ville dog gerne have mere køretid til bogievognene, så de blev i juli ud. KS 575 måtte dog hovedsageligt køre solo, da bivognen KS 1578's bremser ikke var stærke nok til kørsel med passagerer på de stejle gader i byen.
I 1995-1996 gennemgik hestesporvognen KSS 51 en gennemgribende restaurering. Resultatet blev præsenteret i slutningen af efterårsferien 1996, hvor vognen kom ud at køre med en lejet hest på et gammelt havnebanespor i Kalkbrænderihavnen i København. Det blev til 58 omgange på det 400 m lange spor, men så var hesten også lidt træt bagefter. I 1998 medvirkede Triangelbussen KS 41 i TV 2's julekalender Brødrene Mortensens Jul. Her kunne den både ses i indledningen hver dag og i nogle af afsnittene undervejs. 1. oktober 1999 fejrede HT 25 års jubilæum. I den anledning var der udstilling på Nytorv med to nye busser, FR 78 som en af HT's første busser og en ledbus, der fungerede som jubilæumsbus med en særlig indretning. Desuden kørte KS 41 ture i området.
15. februar 2000 fejrede linje 31 50 års jubilæum og ligesom ved 40 års jubilæet med KS 329 som deltager. 21. februar 2003 deltog KS 41 i indvielsen af en ny busterminal ved Snekkersten Station med en flok børnehavebørn som passagerer. 24. maj 2003 var sidste dag for linje 1 i København. I den anledning blev KS 322 opstillet foran Frederiksberg Rådhus sammen med Sporvejsmuseets KS 571, to driftsbusser og en dobbeltdækkerbus fra linje 1's afløser linje 15. 17. september 2003 var De Dion Bouton-bussen FS 1 fra 1913 med ved 100 års jubilæet for den første danske buslinje i Nykøbing Falster. Senere på måneden blev det til en udlandstur, da der blev foretaget officiel indvielse af en trolleybuslinje i Landskrona 27. september 2003. Her kom KS 101 ud at køre med passagerer, før den overgik til Sporvejsmuseet.

## Samarbejde med Sporvejsmuseet
Fra 1981 lånte Sporvejsmuseet en række gange vogne fra HT's, senere HT Museums samling, indtil de helt overtog den i 2003. Som den første låntes den åbne københavnske bivogn KS 389 i 1981 i anledning af årets udstilling "Med Sporvogn til Skov og Strand". Her bidrog den som et minde om tidligere tiders sporvognsture ad Strandvejen til Charlottenlund og Klampenborg. I 1983-1984 og i 1994 gjorde et par lån af Frederiksberg-motorvognen FS 50 det muligt at vise en toetages sporvogn. Det var noget som flere besøgende havde efterspurgt sammen med åbne københavnske bivogne og ledvogne, men som Sporvejsmuseet dengang normalt ikke kunne byde på.
15. oktober 1988 afholdt Sporvejsmuseet en kavalkade i anledning af 125 året for den første sporvej i Danmark. Her var HT Museums Leyland Comet-bus KS 329 med blandt gæsterne. I weekenden 15.-16. august 1992 blev der arrangeret et bustræf. Ejerne af en række ældre og yngre busser mødtes til en kort udstilling på Rådhuspladsen i København, hvorfra der kørtes i optog til Sporvejsmuseet, hvor busserne var udstillet resten af weekenden. Fra HT Museum deltog Triangelbussen KS 41 og Reobussen KS 314. 13. juni 1993 indviedes den sidste del af Vestmotorvejen mellem Ringsted, Sorø og Slagelse. Her havde Sporvejsmuseet arrangeret kørsel på den nye motorvej med fire veteranbusser, heriblandt HT Museums KS 41 og FR 78. Fem dage efter, 18. juni 1993, genindviede Sporvejsmuseet en telefonkiosk fra Frederiksberg. Det gav anledning til et besøg af Frederiksberg-bussen FS 1.
15. august 1999 afholdt Sporvejsmuseet en kavalkade i anledning af 100 året for elektriske sporvogne med køreledning i Danmark. Kavalkaden omfattede 17 sporvogne, heriblandt FS 50, KS 100, KS 1253 og KS 389 fra HT Museum. De udlånte vogne kørte også i almindelig drift på museet, dog primært dobbeltdækkeren FS 50 der med 1.548 km kørte mest af alle normalsporede sporvogne det år. 10. august 2002 blev der afholdt et træf med Volvo-busser i anledning af, at det var 50 år siden, at den første Volvo-bus med motor under gulvet blev sat i drift. Blandt de omkring tyve busser var også HT Museums KS 41, der dog blev bygget af Triangel i 1933. Det sidste besøg fandt sted i weekenden 31. maj-1. juni 2003 i anledning af Sporvejsmuseets 25 års jubilæum. Her kørte busserne KS 41, KS 329 og KS 322 på Sporvejsmuseets rute omkring Valsølille Sø. Endelig nåede KS 329 og FR 78 at være med blandt fem busser, da Sporvejsmuseet for første gang kørte på en rute ved veteranbusser ved Kulturnatten i København 10. oktober 2003.
Der skete dog også et udlån den anden vej, idet Sporvejsmuseets motorvogn ÅS 1 fra Aarhus blev udstillet på HT Museum i 1999-2001, hvor den stod ved siden af deres tilsvarende københavnske scrapvogn KS 472.